# Embraer EMB 110 Bandeirante
Embraer 110 Bandeirrante – brazylijski samolot pasażerski komunikacji regionalnej napędzany dwoma silnikami turbinowymi. Samolot ten jest pierwszym samolotem Brazylijskiej firmy Embraer. Embraer 110 jest mniejszy od Embraera 120.

## Historia
Samolot został zaprojektowany pod koniec lat 60. na zlecenie Ministerstwa Lotnictwa Brazylii. W założeniu miał być to tani samolot transportowo-pasażerski, który mógłby być wykorzystywany zarówno przez firmy cywilne jak również siły powietrzne. Głównym projektantem był francuski inżynier Max Holste. Wybudowano trzy prototypy. Pierwszy z nich, oznaczony jako YC-95, wzniósł się w powietrze 26 października 1968 roku, a pierwszy samolot seryjny cztery lata później, 9 sierpnia 1972 roku. Po wyprodukowaniu 501 egzemplarzy zakończono produkcję seryjną w 1990 roku.

## Linie lotnicze
- Brazylia
  - Manaus Aerotáxi (4)
  - Abaeté Linhas Aéreas (6)
  - Tavaj Linhas Aereas (7)
- Kanada
  - Air Creebec (3)
  - Kenn Borek Air (2)
- Wyspy Cooka
  - Air Rarotonga (3)
- Fidżi
  - Air Fiji (7)
- Antyle Holenderskie
  - Insel Air (2)
- Tonga
  - Airlines Tonga
- Stany Zjednoczone
  - AirNow (14)
- Wenezuela
  - Rutaca (6)
- Australia
  - Aeropelican (1)
- Gwatemala
  - Transportes Aereos Guatemaltecos (4)

## Wojskowi operatorzy
- EMB 100
  -  Angola
  -  Brazylia
  -  Chile
  -  Gabon
  -  Senegal
- EMB 110
  -  Brazylia
  -  Republika Zielonego Przylądka
  -  Chile
  -  Kolumbia
  -  Gabon
  -  Urugwaj
- EMB 111
  -  Argentyna
  -  Brazylia
  -  Chile